# Rumersheim-le-Haut
Rumersheim-le-Haut é uma comuna francesa na região administrativa de Grande Leste, no departamento Alto Reno. Estende-se por uma área de 16,76 km². Em 2010 a comuna tinha 1 097 habitantes (densidade: 65,5 hab./km²).